# Agricultura romana

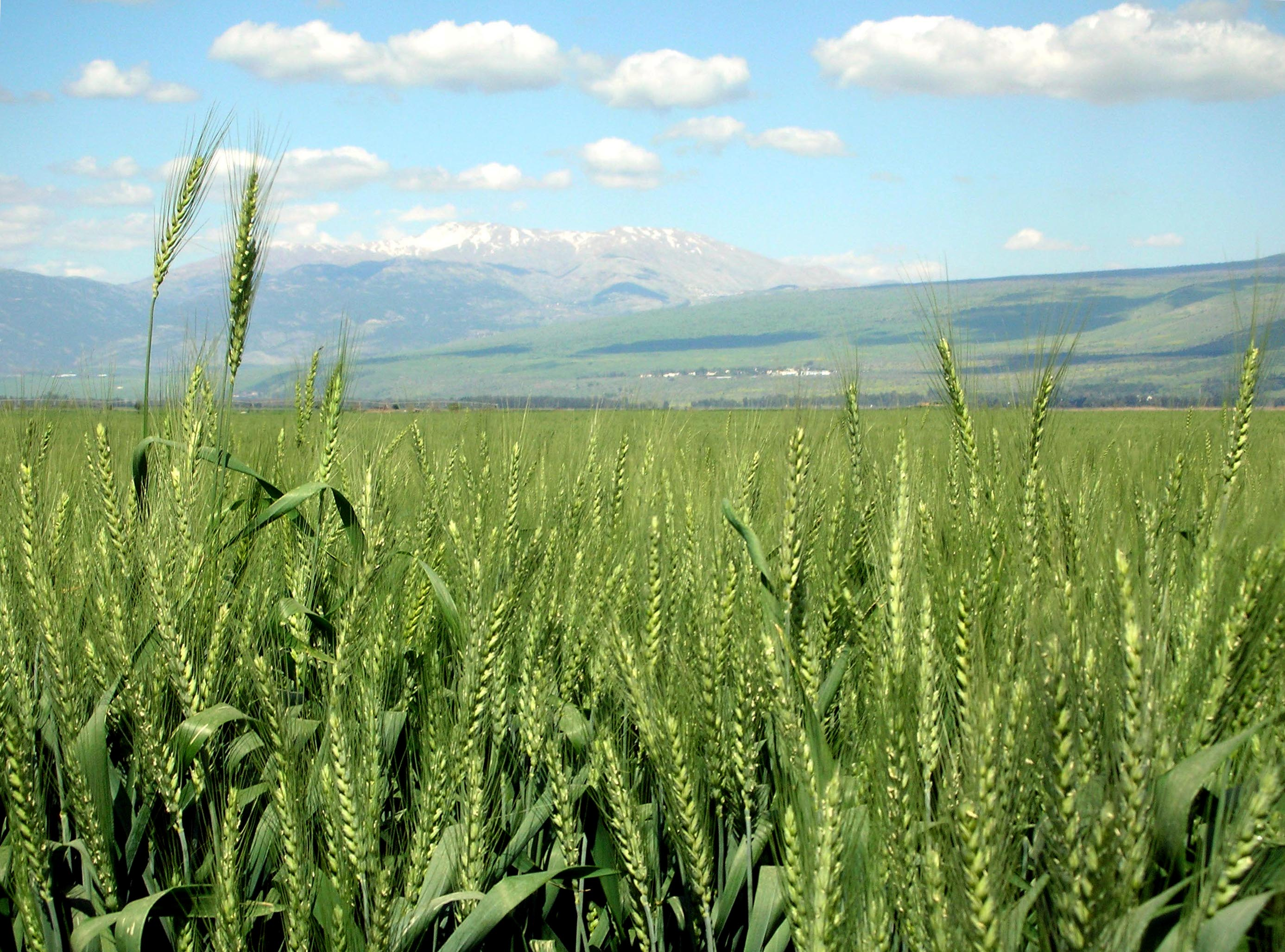
Conreu de blat

L'agricultura romana durant el període republicà era la base econòmica de l'estat; els pagesos formaven el nucli de la societat de Roma. Tot i que la vida se centrava a les ciutats, la majoria dels habitants vivien al camp, on conreaven la terra i tenien cura del bestiar. L'economia estava basada en el sistema de producció esclavista. El nombre d'esclaus d'una Hisenda era variable segons el tipus d'explotació, com més esclaus hi havia en una finca, menys bracers o jornalers calien, i sovint per evitar l'ús d'un nombre excessiu de bracers, es transformava una explotació agrària en una explotació ramadera. Una gran part dels esclaus eren presoners de guerra. Existien mercats d'esclaus, als que acudien els traficants. Molts esclaus portaven cadenes, i si estaven marcats amb el signe del senyor es deia que portaven el stigma o notatio.
Les terres agrícoles eren encerclades amb oms, pins o xiprers, mentre que els prats i vergers eren assetjats amb tanques, estaques, fossats o murs de pedra, totxana o ciment. Els esclaus podien descansar en els dies festius i en els de pluja (entre 60 i 80 a l'any aproximadament) i després de la sembra, a l'hivern (uns 30 dies). Sovint els propietaris es prestaven els esclaus per ajudar-se desinteressadament o per un salari convingut. Rarament es contractava a treballadors estrangers llevat del temps de la sega que es necessitava més gent. Llavors es contractaven segadors als quals es pagava amb una part de la collita recollida. Hi havia fins i tot qui acudia a les collites amb els seus esclaus. Altres vegades l'amo venia la collita abans de recollir-la i el comprador feia la recol·lecció. Moltes vegades els amos posaven la collita en mans de Publicans. S'usaven la pala, l'aixada, el pic, el corró, la falç, la forca i altres eines. La feina era realitzat en gran part per esclaus (familia rustica) encapçalats per un capatàs (vilicus) que cobrava i pagava, comprava i venia, exercia la inspecció, i en absència de l'amo també castigava.
Els conreus més comuns eren els cereals, l'olivera, que es plantava enmig dels sembrats i la vinya cobrint els vessants dels turons entre les que no se sembrava. La sembra es feia a la tardor i excepcionalment en primavera. Es practicaven els regs i l'abonat amb fem, margues i vegetals, calç, argila i sorra; els prats naturals eren aprofitats i se'ls millorava amb regs artificials. Com arbres fruiters estaven les figueres, les pereres, les pomeres, el cirerer, l'albercoc, el taronger i el llimoner. Els arbres s'usaven per fusta de construcció.
En els dominis agrícoles s'usava un bou per cada 10 hectàrees aproximadament, que tiraven de l'arada romana. L'ase s'utilitzava preferentment en el transport (fem, llavors, productes…) i per moure les rodes dels molins de farina. Es disposava de vaques de les quals per la producció de llet. El cavall era per l'ús personal del propietari o es criava per vendre'l. S'usaven uns dos bous cada vint-i-cinc hectàrees. En els dominis agrícoles s'usava un bou per cada 10 hectàrees aproximadament, i un ase per cada 15 hectàrees.

## L'economia agrícola
Tot i que la vida se centrava a les ciutats, la majoria dels habitants vivien al camp, on conreaven la terra i tenien cura del bestiar. L'economia estava basada en el sistema de producció esclavista. El nombre d'esclaus d'una Hisenda era variable segons el tipus d'explotació, com més esclaus hi havia en una finca, menys bracers o jornalers calien, i sovint per evitar l'ús d'un nombre excessiu de bracers, es transformava una explotació agrària en una explotació ramadera. Una gran part dels esclaus eren presoners de guerra. Existien mercats d'esclaus, als que acudien els traficants. Molts esclaus portaven cadenes, i si estaven marcats amb el signe del senyor es deia que portaven el stigma o notatio.

### Els grans dominis
Els grans dominis variaven notablement en superfície depenent de la província. Conreaven aquests grans dominis els esclaus, i en els períodes de la collita es contractava a Politors, parcers lliures. El propietari no vivia ni treballava en la hisenda, la visitava periòdicament, encara que a vegades, quan estava en una província allunyada, podia no visitar-la mai. El seu funcionament estava confiat a un villicus (administrador).
Les dependències de la hisenda (Vila Rústica) comprenien: la casa de l'amo, els estables, els graners, els magatzems i els allotjaments del capatàs i dels altres esclaus. L'amo proveïa de vestits i calçats als esclaus, així com el blat, la sal i altres aliments (olives, peix salat, vi,oli…) en quantitat proporcionada al treball de cadascú (demensum) per la qual cosa el capatàs, que era el més important però el que menys treballava rebia menys (encara que era el que tenia més possibilitats de ser manumès). A les ordres del villicus estava la villica, majordoma de la casa rural (cuinera, cuidadora del rebost, del galliner i del colomar). Seguien els bulbuci (llauradors), els criats, el somerer, el porquer i, si hi havia ramat, el pastor o pastors. Als esclaus se'ls comprava ja adults i quan estaven malalts o vells eren venuts.

#### Ramaderia
Les grans hisendes dedicades a la ramaderia estaven formades per terres de pastures i de boscos i la seva extensió era més gran que els grans dominis agrícoles (es pot dir que com a mínim superaven les dues-centes hectàrees, i en alguns casos arribaven fins a diversos milers). Un terç dels treballadors havien de ser homes lliures. Quan els Politor van desaparèixer van donar pas als Villici, jornalers dirigits pel Procurador o Intendent de la Hisenda. Algunes explotacions agrícoles van arribar a comptar centenars de bracers.
Dels ramats d'ovelles que pasturaven en les muntanyes durant l'estiu, i en els planes a l'hivern s'aprofitava la llana i la carn, apreciada en moltes províncies. La cura dels ramats corresponia gairebé sempre a esclaus que a l'estiu romanien amb el bestiar, fins i tot de nit, allotjant-se en cabanyes o enmig d'assetjats. El pastor gaudia de llibertat de moviments i se li donaven cavalls i armes
Els bous, destinats a les tasques agrícoles, procedien de compres i estaven castrats. Altres cavalls, bous, ases i mules eren destinats a la venda a pagesos, carreters i l'exèrcit. Els animals lliurats a colons o parcers eren cuidats per aquests que havien de retornar una part de les cries i una quantitat de formatge i llet. Hi havia també gallines i coloms que s'alimentaven sols. Es criaven conills i llebres i existien dipòsits de peixos. Els porcs blancs eren alimentats en estables, però els negres, semblants als senglars, pasturaven als boscos alimentant-se de garrofes, prunes, glans i pomes silvestres.

### Els petits dominis
En la petita propietat es reproduïa la situació dels grans dominis, però el cultiu anava a càrrec exclusivament del propietari i de la seva família, i sols com a excepció treballen esclaus. Les quantitats d'animals i productes eren, per tant, menors. Si la propietat era diminuta es cultivava amb aixada, com un petit hort o jardí. El cultiu més estès eren els cereals, però el més productiu seguia sent la vinya, seguint després les hortalisses, l'olivera, i els productes derivats de la ramaderia. El cultiu menys rendible eren els cereals.

### Distribució i conreu de les terres
Les terres es dividien en gran i petits dominis. Els grans dominis variaven notablement en les dimensions de la seva superfície, i això variava en funció de la província. A partir de les 50 hectàrees podria considerar-se un gran domini, tot i que en el cas de cultius molt rendibles com la vinya podien tenir dimensions més petites. Eren freqüents els dominis de 100 hectàrees i, en alguns casos, n'hi havia que tenien milers d'hectàrees, sobretot en zones amb explotacions ramaderes. En general, quan el domini no era massa gran (entre 50 i 200 hectàrees), el propietari en posseïa uns quants.
Els que feien la feina eren els esclaus i en època de collita es contractava a parcers lliures (Politor) a canvi d'una cinquena part de la collita primer i una novena part més tard. En les explotacions ramaderes, un terç dels treballadors havien de ser homes lliures. Posteriorment els Politor van desaparèixer i van donar pas als Villici, jornalers dirigits pel "procurador" o "intendent de la hisenda". Algunes explotacions agrícoles van arribar a comptar amb centenars de bracers.
El propietari no vivia ni treballava en la hisenda i el seu funcionament es confiava a un administrador. El propietari la visitava periòdicament, encara que es podia donar el cas, sobretot quan vivia en una província allunyada, que no arribés a visitar-la mai.

### Productes agrícoles
Els productes agrícoles més comuns eren: el blat, que es cultivava a la primavera i es recollia a la tardor, l'ordi i algun altre cereal; després també sembraven naps, el raves, alls, cascalls, tramussos per al bestiar, faves, pèsols i altres farratges. La sembra es feia a la tardor i excepcionalment a la primavera.
Hi havia altres tipus de cultius com l'olivera i la vinya. Pel que fa a arbres fruiters, tenien figueres, pereres, pomeres i d'altres arbres; entre finals de la República i el segle iii es van introduir cirerers, albercoquers, tarongers i llimoners. L'olivera es plantava enmig dels sembrats; en canvi la vinya cobria els vessants dels turons i entre elles no se sembrava res. Els arbres (oms, àlbers, etc.) s'usaven per a fusta de construcció.
Es practicaven el reg i l'adob amb fems, margues i vegetals, calç, argila i sorra. Els prats naturals eren aprofitats i se'ls millorava amb regs artificials.

### Tipus de Ramaderia i tasques agrícoles
La ramaderia es basava en cinc tipus de bestiar:
- Els bous, destinats a les tasques agrícoles, i les vaques. El bestiar boví restava en els estables l'estiu i l'hivern.
- Les ovelles, de les quals s'aprofitava la llana i la carn, era enviat als camps després de la collita.
- Els cavalls, per a l'exèrcit i com a mitjà de transport.
- Els porcs blancs eren alimentats en estables, però els negres, semblants als senglars, pasturaven als boscos alimentant-se de garrofes, prunes, glans i pomes silvestres.

Havia també gallines i coloms que s'alimentaven del que trobaven. Criaven conills i llebres i, fins i tot, tenien basses amb peixos.
Els animals lliurats a colons o parcers eren cuidats per aquests que havien de retornar una part de les cries i una quantitat de formatge i llet.
La feina al camp es feia amb bous i ases i tiraven de l'arada romana. Com eines s'usaven la pala, l'aixada, el pic, el rul·lo, la falç, la forca i d'altres estris. L'ase s'utilitzava preferentment en el transport (fems, llavors, productes...) i per moure les rodes dels molins de farina.
El cavall era per a l'ús personal del propietari o es criava per vendre'l. Els bous procedien de compres i estaven castrats i s'usaven uns dos bous per cada 25 hectàrees. En els dominis agrícoles s'usava un bou per cada 10 hectàrees aproximadament, i un ase per cada 15 hectàrees.

### La mà d'obra: l'esclau

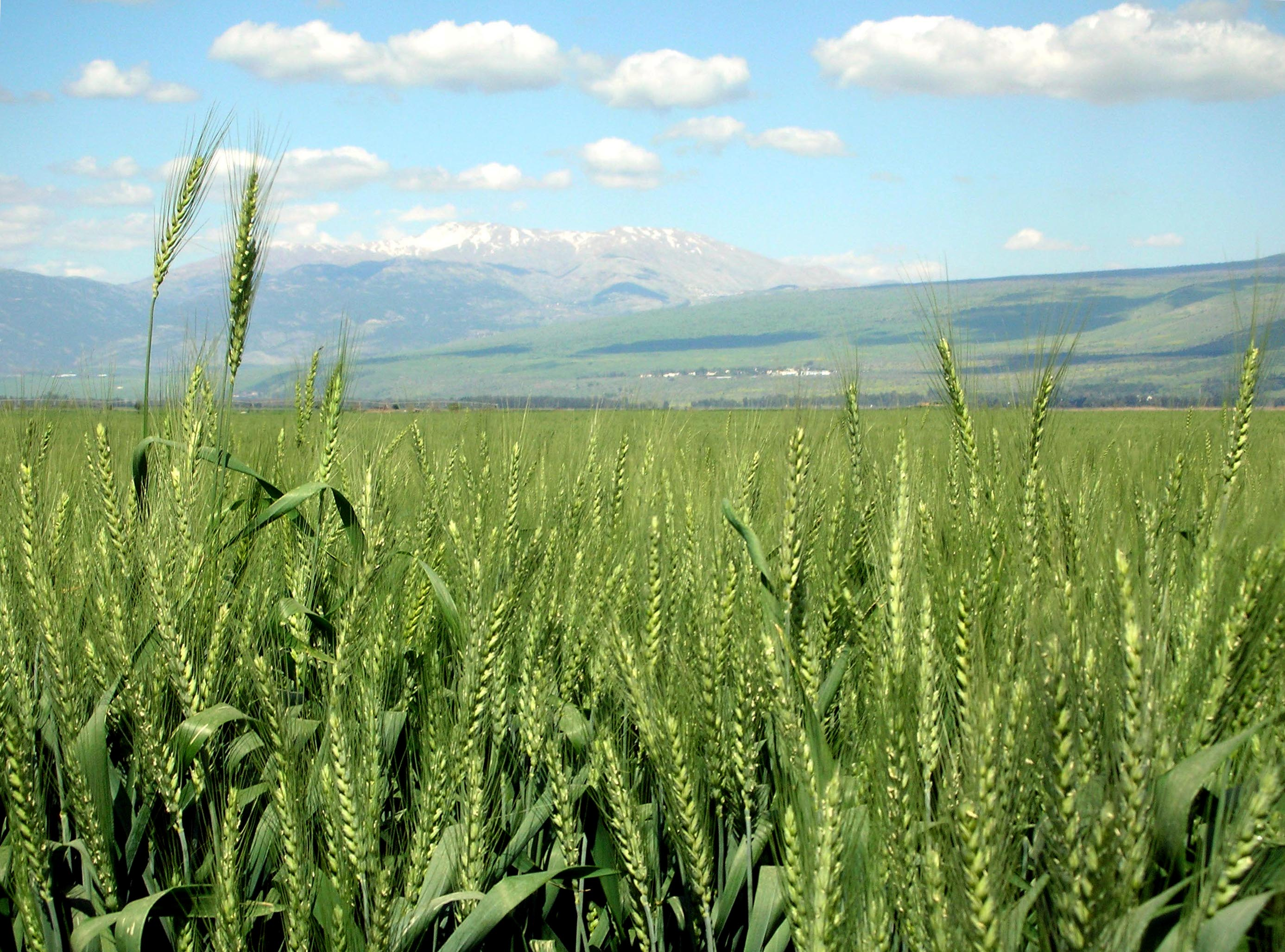
Conreu de blat

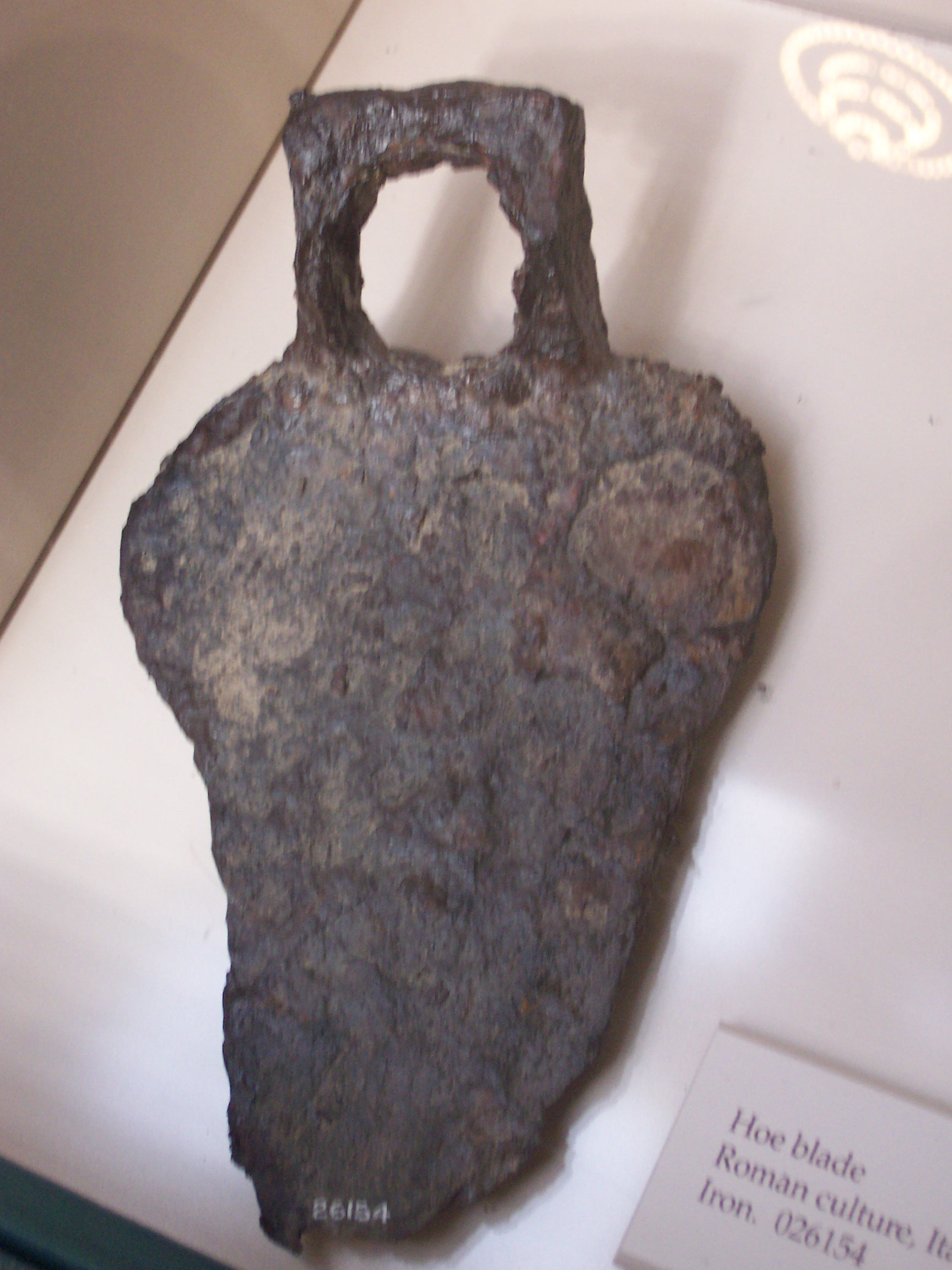
Aixada romana de ferro, 2.000 anys d'antiguitat. Pot ser vista en el Field Museum of Natural History (Chicago).

Tot i que la vida se centrava a les ciutats, la majoria dels habitants vivien al camp, on conreaven la terra i tenien cura del bestiar. L'economia estava basada en el sistema de producció esclavista. El nombre d'esclaus d'una Hisenda era variable segons el tipus d'explotació, com més esclaus hi havia en una finca, menys bracers o jornalers calien, i sovint per evitar l'ús d'un nombre excessiu de bracers, es transformava una explotació agrària en una explotació ramadera. Una gran part dels esclaus eren presoners de guerra. Existien mercats d'esclaus, als que acudien els traficants. Molts esclaus portaven cadenes, i si estaven marcats amb el signe del senyor es deia que portaven el stigma o notatio.
La feina era realitzat en gran part per esclaus (familia rustica) encapçalats per un capatàs (vilicus) que cobrava i pagava, comprava i venia, exercia la inspecció, i en absència de l'amo també castigava. A les ordenis del vilicus estava la villica, majordoma de la casa rural (cuinera, cuidadora del rebost, del galliner i del colomar). Seguien els bulbuci (llauradors), els criats, el somerer, el porquer i, si hi havia ramat, el pastor o pastors. Als esclaus se'ls comprava ja adults i quan estaven malalts o vells eren venuts.
Les terres agrícoles eren encerclades amb arbres (oms, pins o xiprers) i els prats i vergers eren assetjats amb tanques, estaques, fossats o murs de pedra, totxana o ciment.
Les dependències de la hisenda (Vila Rustica) comprenien: la casa de l'amo, els estables, els graners, els magatzems i els allotjaments del capatàs i dels altres esclaus. L'amo proveïa de vestits i calçats als esclaus, així com el blat, la sal i altres aliments (olives, peix salat, va venir, oli...) en quantitat proporcionada al treball de cadascú (demensum) per la qual cosa el capatàs, que era el més important però el que menys treballava rebia menys (encara que era el que tenia més possibilitats de ser manumès). La Villica, que s'encarregava de la casa, servia la taula i cuinava els aliments.
Els esclaus podien descansar en els dies festius i en els de pluja (entre 60 i 80 a l'any aproximadament) i després de la sembra, a l'hivern (uns trenta dies). Sovint els propietaris es prestaven els esclaus dintre seu, per ajudar-se desinteressadament, o per un salari convingut. Rarament es contractava a treballadors estrangers llevat del temps de la sega que es necessitava més gent. Llavors es contractaven segadors als quals es pagava amb una part de la collita recollida. Hi havia fins i tot qui acudia a les collites amb els seus esclaus. Altres vegades l'amo venia la collita abans de recollir-la i el comprador feia la recol·lecció. Moltes vegades els amos posaven la collita en mans dels publicans.
Les grans hisendes dedicades a la ramaderia estan formades per terres de pastures i de boscos sent la seva extensió més gran que els grans dominis agrícoles (es pot dir que com a mínim superaven les dues-centes hectàrees, i en alguns casos arribaven fins a diversos milers).
El bestiar pastava en les muntanyes durant l'estiu, i en els plans a l'hivern (normalment en les terres ermes o allà on ja s'havia recollit la collita en els casos d'existir també explotació agrícola). Els ramats estaven formats per ovelles, cavalls, bous, ases i muls, els quatre últims destinats a la venda als pagesos, i també a l'exèrcit, als carreters i a altres. També havia bandades de porcs i cabres. La ramaderia més important era la d'ovelles, de les quals s'aprofitava la llana (els vestits més usuals eren de llana) i de les quals la carn era apreciada en moltes províncies. La cura dels ramats d'ovelles corresponia gairebé sempre a esclaus que a l'estiu romanien sempre amb el bestiar, fins i tot de nit, allotjant-se en tot cas en cabanyes o enmig d'assetjats. El pastor, encara que esclau, gaudia de llibertat de moviments i se li donaven cavalls i armes.
En la petita propietat es reproduïa la situació dels grans dominis, però el cultiu anava a càrrec exclusivament del propietari i de la seva família, i sols com a excepció treballen esclaus. Les quantitats d'animals i productes eren, per tant, menors. Si la propietat era diminuta es cultivava amb aixada, com un petit hort o jardí. El cultiu més estès eren els cereals, però el més productiu seguia sent la vinya, seguint després les hortalisses, l'olivera, i els productes derivats de la ramaderia. El cultiu menys rendible eren els cereals.
L'economia ciutadana estava basada en els gremis d'activitat, i entre ells els nous gremis dels joiers, obrers de la seda, obrers del lli, obrers de la púrpura, perfumistes, saboners, cerers, adobadors, carnissers, peixaters, tahoners i altres.

## Possessió de la terra
Al principi els romans posseïen la terra en usdefruit i la seva riquesa (pecúnia) es mesurava pels ramats i els estalvis personals eren el peculium (béns en bestiar). Més tard es va introduir la propietat privada de la terra.
Les primeres terres dels romans es deien heredium, de herus (propietari), i en un principi no superaven les dues jovades (5400 metres quadrats), encara que, a més, hi havia la casa, les quadres, el rafal i les pastures. Aquestes petites porcions de terra aviat van ser superades i si en algun cas es van mantenir va ser per als cultivadors antics de les ciutats dominades, però no per als ciutadans romans.

## Terres de l'estat
Les terres de Roma s'incrementaven periòdicament amb aproximadament un terç de les terres que s'expropiaven a les ciutats vençudes. A més, els vençuts havien de conrear els dos terços restants per contribuir a les càrregues i serveis com a propietaris no ciutadans. El terç que corresponia a Roma (Ager publicus) era traspassat en part a ciutadans romans. Quan se sotmetia o fundava una ciutat (o colònia) es feien les assignacions de terra. A l'ager publicus es formaven les colònies amb ciutadans romans com a propietaris d'almenys vint jovades, i de fet es considerava no rendible una propietat de menys de set jovades (entre 17.640 i 18.900 metres quadrats).

## Conreus i treball
El conreu principal eren els cereals i les lleguminoses. Més tard es va introduir la vinya, i fins i tot més tard s'arrencaren les vinyes i es va importar l'olivera. Com a arbòria fruitera destaca la figuera. Els pagesos llauraven la terra amb la família. Els estris de llaurar eren estirats per bous. Només els pagesos que posseïen moltes terres feien servir esclaus o jornalers. Els ramats pasturaven a les pastures comunals.
Al treball succeïa el descans: quatre vegades el mes, cada vuit dies (Nonae) el pagès aturava la seva activitat i es dedicava a les compres a la ciutat i a altres assumptes. Les festes es feien després de la sementera d'hivern, i el descans durava llavors un mes tant per a l'amo com per a l'esclau i els animals (s'anomenava aquesta festa la Paganalia derivació de pagus és a dir "vilatge").

## Conservació i augment del patrimoni
Perquè les terres no minvessin, els casaments es feien sovint dins la mateixa família. Els cohereus continuaven en general administrant l'heretat en indivísió, i no van ser freqüents les grans particions. El costum va perdurar, i fins i tot al final de l'Imperi els fundus tenien el nom d'un sol propietari. Sovint l'Estat va assignar terres a aquests copropietaris evitant-se així la partició al cap de poques generacions.
L'adquisició de terres per alguns propietaris, les escasses particions, i les herències d'altres branques familiars extintes, van amenar a l'existència d'algunes grans propietats. En aquests casos el domini era parcel·lat, i quedava una part per al propietari que els cultivava (sovint per mitjà d'esclaus) i la resta mitjançant parcel·les cedides en usdefruit per a parents (fills del Pater familias generalment), clients o esclaus. Si l'usufructuari era lliure l'arrendament durava el temps que estimava l'arrendador, que la posseïa en un estat similar a l'anomenat més tard precari; en cas que el propietari desitgés posar fi a la cessió no hi havia forma legal d'oposar-s'hi, si bé en contrapartida sovint l'usufructuari no pagava cens per l'ús, i eludia sovint les prestacions establertes mitjançant el lliurament d'una part dels fruits (cosa que l'aproximava a la condició d'arrendatari, sense ser-ho en no existir un termini per a la utilització). En dependre de l'amo la continuació de l'ús de la parcel·la, el vincle de clientela s'accentuava.

## Propietaris i pagesos
El gran propietari estava unit a la gleva com el pagès. Era una aristocràcia agrària i no una noblesa ciutadana. Casa seva estava on era la seva hisenda (encara que posseïa allotjament a la ciutat, on acudia periòdicament per arranjar els seus negocis o per passar l'estiu).
La massa dels proletaris la formaven els abans esmentats precaristes, homes lliures de famílies decadents (amb dret de ciutadania), de ciutadans de ciutats sotmeses, o bé clients o esclaus afranquits. Els pagesos lliures de ciutats sotmeses actuaven sovint com a jornalers, encara que molts posseïen la seva porció de terreny. Quan els pagesos de ciutats sotmeses eren convertits en esclaus, aconseguien sovint la seva llibertat i es convertien en precaristes. El conjunt de camperols lliures però no propietaris arribà a ser molt nombrós i proporcionava a l'Estat un nucli de gent sempre disposada per a la colonització en les terres sotmeses. En les ciutats sotmeses la majoria dels pagesos eren propietaris i lliures, i hi era rara l'esclavitud menys allà on tots els antics ciutadans havien estat declarats esclaus de Roma. Els esclaus dels ciutadans romans provenien generalment de les captures d'enemics en les guerres; en la seva majoria eren altius i es feia difícil doblegar la seva voluntat; si eren bons treballadors se'ls assignaven terres com a precaristes, i com ja hem dit era freqüent que hom els acabés alliberant.
Les pastures eren comunals i propietat de l'Estat, però només podien fruir-ne els ciutadans romans, essent-ne l'excepció el gaudiment per no ciutadans, encara que fossin propietaris.

## L'ideal de pagès
L'ideal de camperol, de treballador del camp, tal com el descriu Cató (segles iii-ii aC) al començament de la seva obra De agri cultura, és l'ideal de bon home: aquell que reb la lloança de ser bon pagès es tenia per pagat sobre tota ponderació. Considera que, en contraposició als mercaders (afanosos i interessats), els pagesos resultaven ser no només homes forts si no també soldats valents.
Varró (voltants del segle i aC), elogia els agricultors per la seva fama com a persones treballadores, en oposició als habitants de la ciutat i els residents de les finques, que considera ociosos i indolents; dictamina que no és d'estranyar que els avantpassats dels romans tinguessin en major consideració els camperols que els habitants de la ciutat. Assegura que els camperols, a causa del seu esforçat treball, no envejaven els gimnasos grecs per a mantenir-se en forma. També es queixa de l'augment de la ramaderia en detriment de l'agricultura a causa de les importacions de frumentum, perquè considera que són tasques que, malgrat es duen a terme en el mateix espai, no estan relacionades i, per tant, no tenen els mateixos valors.
L'ideal d'agricultor concorda completament amb l'ideal d'home romà, ja que es tracta d'algú treballador, esforçat, perfectament capaç d'assumir tant la vida al camp com la vida militar, pietós envers els déus (als quals venera per tal d'aconseguir bones collites) i als avantpassats (dels quals obté el coneixement de les tècniques agràries) i bon regidor de l'hisenda. Un bon camperol ha de posseir moltes de les virtuts romanes, ja que tenen un paper molt important en el seu dia a dia: la gravitas (responsabilitat), la constantia (constància i perseverància), la firmitas (tenacitat), la disciplina, la industria (treball ardu), la frugalitas (la capacitat de viure amb austeritat), la pietas i la virtus (l'energia de la virilitat).
Malgrat que totes aquestes característiques, a l'hora de la veritat, poguessin no concordar del tot amb la realitat, aquesta imatge era present en el pensament romà des de la seva propia religió, la qual enyorava temps anteriors, primitius però superiors, en què la raça de l'home, més pura, vivia als camps i no a les ciutats: centres de corrupció per a l'ànima i el cos on aprenien la mandra, l'usura i altres defectes. Els romans entenen el treball dur del camp com una purificació necessària, ja que permet assolir moltes virtuts i és, a més a més, l'única activitat lliure d'associacions degradants.
El millor text per a descobrir l'ideal de camperol el trobem en el cèlebre poema d'Horaci, el Beatus ille, pertanyent a les Èpodes, en què Alfi fa un elogi de la vida al camp, tot resaltant-ne la sort d'aquells que viuen com els primitius mortals (“ut prisca gens mortalium”) allunyats dels negocis i l'usura, així com dels afers del fòrum i dels casals patricis: problemes que només donen lloc a interessos deshonrats. Elogia l'estil de vida que permet dur a terme un treball que, tot i ésser esgotador, purifica l'ànim i el cura dels malestars emocionals (“quis non malarum quas amor curas habet haec inter obliviscitur?”) i que, a més a més, dedica a la divinitat, a qui ofereix el fruit del seu treball (“qua muneretur te, Priape, et te, pater Silvane”). Així doncs, es tracta d'una vida plaent, allunyada dels dolors de l'ànim (a canvi de l'esforç físic), en què l'agricultor està en contacte amb la divinitat, les virtuts i la natura.
Qui també elogia la vida rural, és Virgili (segle I a.C), tant a les Geòrgiques com, de manera menys relacionada amb l'agricultura, a les Bucolica. A aquesta última la vida al camp constitueix un locus amoenus on els personatges (en absolut pagesos esforçats, sinó pastors intel·lectuals i refinats) viuen una vida plaent, paradisíaca.

## Normativa legal
Les lleis Licinia-Sextia van autoritzar les ocupacions de les terres públiques susceptibles de conreu. Com la percepció del delme de la collita o el cinquè del vi i oli no va ser modificat, l'Estat va obtenir poca rendibilitat de la mesura. Els dominis públics van seguir concedint-se en règim d'ocupació a les famílies patrícies i a l'aristocràcia plebea. Les grans propietats agrícoles i el conreu a gran escala, arribaren a un notable desenvolupament. L'ús massiu d'esclaus va haver de ser combatut per la Llei del 367 aC que obligava a tenir un nombre similar de jornalers assalariats lliures i d'esclaus.

## Desenvolupament
Es creu que el desenvolupament del conreu en gran escala va ser a causa de la introducció del cultiu del blat en lloc de l'espelta. El conreu de la vinya i l'olivera es desenvolupa al Latium, però el blat és majoritàriament importat de Sicília.